# 宮崎医療管理専門学校
宮崎医療管理専門学校（みやざきいりょうかんりせんもんがっこう）は、宮崎県宮崎市田野町にある専修学校。

## 教育方針

### 建学の精神
よき医療・福祉従事者であると共に、情操豊かな人格者であれ

### 求める学生像
自律 礼儀 献身 - 医療界、福祉界に従事する者として、自己を見つめ自らの行動を律し、深い思いやりと敬意、慎みの心を持って人と接し、有能な職業人として他者の利益を尊重し、社会の福祉の実現に貢献する

## 沿革
- 1983年（昭和58年）学校法人東洋学園設立、専修学校として宮崎県知事認可、医療秘書科の設置が認可される
- 1985年（昭和60年）社会福祉科の設置が認可される
- 1988年（昭和63年）社会福祉主事養成機関として指定される
- 1989年（平成元年）介護福祉科設置認可、介護福祉士養成施設として指定される
- 1996年（平成8年）介護福祉専攻科の設置が認可される
- 2001年（平成13年）医療秘書科を医療情報管理科に科名変更
- 2004年（平成16年）保育科設置認可、保育士を養成する学校その他の施設として指定される
- 2007年（平成19年）医療情報管理専攻科の設置が認可される
- 2016年（平成28年）介護福祉専攻科を廃止
- 2019年（平成31年）保育科をこども科に名称変更
- 2020年（令和2年）社会福祉科を廃止
- 2025年（令和7年）社会福祉法人スマイリング・パークに設置者変更

## 課程・設置学科
- 医療管理専門課程
  - 医療・情報ビジネス科（修業年限2年）【医療事務専攻・ITエンジニア専攻】
  - 診療情報管理士専攻科（修業年限1年：医療・情報ビジネス科医療事務専攻からの内部進学が条件）
- 教育・社会福祉専門課程 
  - 介護福祉科（修業年限2年）
  - こども科（修業年限2年）

## 公式サイト
- 宮崎医療管理専門学校